# ملك بابوا غينيا الجديدة
ملك بابوا غينيا الجديدة النظام الملكي في بابوا غينيا الجديدة هو نظام حكم يكون فيه الملك الوراثي هو الحاكم ورئيس دولة بابوا غينيا الجديدة. الملك الحالي لبابوا غينيا الجديدة ورئيس الدولة منذ 8 سبتمبر 2022 هو الملك تشارلز الثالث. وباعتباره حاكمًا، فهو التجسيد الشخصي لتاج بابوا غينيا الجديدة. على الرغم من أن شخص الملك مشترك بالتساوي مع 14 دولة مستقلة أخرى داخل الكومنولث، فإن الملكية في كل دولة منفصلة ومتميزة قانونيًا. ونتيجة لذلك، يحمل الملك الحالي رسميا لقب ملك بابوا غينيا الجديدة ، وبهذه الصفة، يتولى هو وأعضاء آخرون من العائلة المالكة مهام عامة وخاصة محليا وخارجيا كممثلين لبابوا غينيا الجديدة. ومع ذلك، فإن الملك هو العضو الوحيد في العائلة المالكة الذي يتمتع بأي دور دستوري.
تُناط جميع السلطات التنفيذية بالملك، ولا يكون للقرارات كبراءات الاختراع والأوامر الصادرة عن المجلس أي أثر قانوني إلا بعد الحصول على الموافقة الملكية. ومع ذلك، فإن مصدر هذه السلطات هو الشعب، الذي يُعد صاحب السيادة، في حين تقتصر مشاركة الملك المباشرة في شؤون الحكم على نطاق محدود. تُمارس غالبية السلطات من قبل أعضاء البرلمان المنتخبين، ووزراء التاج الذين يُختارون غالبًا من بينهم، بالإضافة إلى القضاة وقضاة الصلح. أما الصلاحيات الأخرى الممنوحة للتاج، مثل إقالة رئيس الوزراء، فتُعتبر ذات أهمية لكنها تُستخدم فقط كصلاحيات احتياطية لضمان استقرار النظام الملكي.
في العصر الحديث، يُنظر إلى التاج بشكل أساسي كضامن لاستمرار الحكم واستقراره، وكرادع غير حزبي ضد إساءة استخدام السلطة. وبينما تظل بعض الصلاحيات من اختصاص الملك وحده، فإن معظم المهام التشغيلية والاحتفالية للملك تُنفذ عبر ممثله، الحاكم العام لبابوا غينيا الجديدة.

## تاريخ
كانت المحاولة الأوروبية الأولى للاستعمار في عام 1793 على يد الملازم جون هايز، وهو ضابط بحري بريطاني، بالقرب من مانوكوارى، وهي الآن في مقاطعة بابوا بإندونيسيا. ومع ذلك، كان الهولنديون هم من طالبوا بالنصف الغربي من الجزيرة كجزء من جزر الهند الشرقية الهولندية في عام 1828؛ وظلت سيطرتهم اسمية حتى عام 1898، عندما تم إنشاء أول مراكز إدارية دائمة لهم في فاكفاك ومانوكواري.
في عام 1884، استولت ألمانيا رسميًا على الربع الشمالي الشرقي من الجزيرة وأصبح يُعرف باسم غينيا الجديدة الألمانية.  في عام 1884، تم إعلان الحماية البريطانية على بابوا - الساحل الجنوبي لغينيا الجديدة. تم ضم المحمية، التي تسمى غينيا الجديدة البريطانية، بشكل مباشر في 4 سبتمبر 1888 وانتقلت الملكية إلى الكومنولث الفيدرالي الأسترالي حديثًا في عام 1902 وأصبحت غينيا الجديدة البريطانية إقليم بابوا الأسترالي، مع بدء الإدارة الأسترالية في عام 1906.  خلال الحرب العالمية الأولى، حلت القوات الأسترالية محل السلطات الألمانية في غينيا الجديدة، وتم إضفاء الطابع الرسمي على الترتيب في عام 1921، عندما تم تفويض السيطرة الأسترالية على الربع الشمالي الشرقي من الجزيرة من قبل عصبة الأمم.
في عام 1945، قامت أستراليا بدمج إدارتها لبابوا وإدارة الانتداب السابق في إقليم بابوا وغينيا الجديدة، الذي كانت تديره من كانبيرا عبر بورت مورسبي. اعتبارًا من عام 1946، تولت أستراليا إدارة النصف الشرقي من غينيا الجديدة باعتبارها إقليمًا خاضعًا لوصاية الأمم المتحدة. أجريت انتخابات عامة لمجلس النواب في أعوام 1964 و1968 و1972؛ وتم تحقيق الحكم الذاتي في الأول من ديسمبر عام 1973، والاستقلال الكامل عن أستراليا في السادس عشر من سبتمبر عام 1973.

#### الطريق إلى الملكية المستقلة
في فبراير/شباط 1974، بعد مرور عام على الحكم الذاتي واكتساب المناقشات زخماً بشأن مسألة تحديد موعد للاستقلال، قامت الملكة إليزابيث الثانية ملكة أستراليا بزيارة بابوا غينيا الجديدة. وفي كلمة أمام حشد من 25 ألف شخص، قالت الملكة: "إن الحركة نحو الاستقلال تكتسب سرعة في السنوات الأخيرة وأن اللحظة الحاسمة ليست بعيدة". وتابعت: "بصفتي ملكة أستراليا، أستطيع أن أؤكد لك استمرار الصداقة والمساعدة وأنت تسيرين على طريق الاستقلال الوطني". وأكد رئيس الوزراء مايكل سوماري في خطابه رغبة بابوا غينيا الجديدة وأملها في الانضمام إلى الكومنولث الدولي عند الاستقلال. ومع ذلك، لم تكن هناك أي إشارة إلى استمرار دور الملكة في بابوا غينيا الجديدة المستقلة عندما تقرر في أبريل/نيسان 1975 أن يكون رئيس الدولة مواطناً من البلاد، ويتم اختياره بالاقتراع السري.
في 5 مايو 1975، أُعلن أن بابوا غينيا الجديدة ستنضم إلى الكومنولث عند استقلالها، وكان سوماري يطمح إلى جعل الدولة الجديدة جمهورية. ولكن في 19 مايو/أيار، أُعلن فجأة أن مجلس الوزراء سيقترح على الجمعية التأسيسية أن تصبح الملكة رئيسة للدولة. وجاء في بيان مجلس الوزراء أن استمرار العلاقات مع الملكة من شأنه أن يعطي "شعوراً بالأمان لقسم كبير من المجتمع"، حيث أن السنوات الأولى من الاستقلال ستكون "سنوات للتكيف والاستقرار"، مع مراجعة الوضع بعد ثلاث سنوات. ورغم أن القرار أثار استحسان بعض المواطنين في المراكز والقرى، إلا أن طلاب الجامعات وبعض أعضاء المعارضة نظموا احتجاجات. وفي مجلس النواب، حث سوماري السياسيين على عدم جلب العار للبلاد من خلال استخدام الملكة ككرة قدم سياسية. وقال إن منصب الملكة كرئيسة للدولة لن يقوض سيادة البلاد أو استقلالها، وأن الإطار من شأنه أن يساعد البلاد في تعاملاتها مع أعضاء آخرين في الكومنولث. كما رغبت الحكومة أيضًا في الاحتفاظ بجميع الألقاب والأوسمة التقليدية. أعربت مجموعات من مختلف أنحاء البلاد عن دعمها لقرار سوماري.
في 5 يونيو 1975، رفضت الجمعية التأسيسية بأغلبية 57 صوتًا مقابل 26 تعديلاً على مشروع الدستور كان من شأنه أن يجعل بابوا غينيا الجديدة جمهورية عند الاستقلال. في 15 أغسطس 1975، اعتمدت الجمعية التأسيسية الدستور رسميًا، ودعت الملكة لتصبح رئيسة للدولة وطلبت منها قبول ترشيح البرلمان لجون جيز حاكمًا عامًا لبابوا غينيا الجديدة. وفقًا للسكرتير الخاص للملكة آنذاك، مارتن تشارتريس، فإن الملكة "شعرت بالسعادة والتأثر" وقبلت الدور على الفور. وفقًا للمؤرخ روبرت هاردمان، فإن بابوا غينيا الجديدة هي الجزء الوحيد من العالم حيث كانت الملكة "ملكة منتخبة". وينص دستور دولة بابوا غينيا الجديدة المستقلة أيضًا على أن شعب بابوا غينيا الجديدة طلب من الملكة، من خلال جمعيتها التأسيسية، أن تصبح ملكتهم ورئيسة الدولة؛ وقد وافقت "بكل سرور" على أن تصبح كذلك. وكانت بابوا غينيا الجديدة بذلك أول دولة في الكومنولث تطلب على وجه التحديد من الملكة إليزابيث الثانية أن تصبح عاهلتها.
إعلان الاستقلال من قبل الحاكم العام جون جيز في تمام الساعة 12:01 صباحًا، 16 سبتمبر 1975
أيها الضيوف الكرام، الزوار الأعزاء، وشعب بابوا غينيا الجديدة: أصبحت بابوا غينيا الجديدة اليوم دولة مستقلة. دستور دولة بابوا غينيا الجديدة المستقلة، الذي يمنح السلطة كاملة للشعب، دخل حيز التنفيذ الآن. لقد طوينا صفحة الماضي الاستعماري، وها نحن نقف اليوم كأمة مستقلة بحق. دعونا نتكاتف، مسترشدين بعون الله القدير، للعمل معًا من أجل بناء مستقبل مشرق كدولة قوية وحرة.
في احتفالات الاستقلال لعام 1975، حضرت الملكة ممثلة بابنها الأمير تشارلز، أمير ويلز (الذي أصبح لاحقًا الملك تشارلز الثالث). عشية الاستقلال، أُنزِل العلم الأسترالي للمرة الأخيرة خلال مراسم احتفالية، حيث سُلِّم إلى الحاكم العام الأسترالي السير جون كير. وأكد الحاكم العام المُعيَّن لبابوا غينيا الجديدة، جون جيز، بقوله: "نحن ننزل العلم – ولا نمزقه".
وفي الساعة 12:01 صباحًا من يوم 16 سبتمبر، أعلن جون جيز خلال بث مباشر للأمة: "لقد أصبحت بابوا غينيا الجديدة مستقلة الآن". وفي وقت لاحق من اليوم، افتتح أمير ويلز أول جلسة للبرلمان الوطني في العاصمة بورت مورسبي.

## تاج بابوا غينيا الجديدة وجوانبه
تشارلز، أمير ويلز، 2012
"أعلم مدى شرف جلالتها بكونها ملكتكم، وهو اللقب الذي حملته بكل فخر واعتزاز، وجدده شعب هذه الدولة العظيمة بعد الاستقلال في عام 1975".
بابوا غينيا الجديدة هي واحدة من خمس عشرة دولة مستقلة، تُعرف باسم ممالك الكومنولث، والتي تتقاسم سيادتها مع ممالك أخرى في الكومنولث، حيث تكون علاقة الملك مع بابوا غينيا الجديدة مستقلة تمامًا عن منصبه كملك لأي مملكة أخرى. على الرغم من أن كل مملكة من ممالك الكومنولث — بما في ذلك بابوا غينيا الجديدة — تتقاسم نفس الشخص كملكها، فإنها تتمتع بالسيادة والاستقلال عن المملكة الأخرى. يمثل الملك نائب الملك -الحاكم العام لبابوا غينيا الجديدة- في البلاد.
منذ استقلال بابوا غينيا الجديدة في عام 1975، كان للتاج الوطني طابع مشترك وآخر منفصل، وكان دور الملك كملك لبابوا غينيا الجديدة مختلفًا عن وضعه كملك لأي مملكة أخرى، بما في ذلك المملكة المتحدة. وبذلك توقفت الملكية عن كونها مؤسسة بريطانية حصرية، وأصبحت في بابوا غينيا الجديدة مؤسسة بابوا غينيا جديدة أو مؤسسة "مدجنة".
ويتضح هذا التقسيم بعدة طرق: على سبيل المثال، يحمل الملك لقبًا فريدًا من نوعه في بابوا غينيا الجديدة، وعندما يتصرف في الأماكن العامة على وجه التحديد كممثل لبابوا غينيا الجديدة، فإنه يستخدم، حيثما أمكن، رموز بابوا غينيا الجديدة، بما في ذلك العلم الوطني للبلاد، والرموز الملكية الفريدة، وما شابه ذلك. كما أن وزراء حكومة بابوا غينيا الجديدة وحدهم هم من يستطيعون تقديم المشورة للملك بشأن شؤون البلاد. في بابوا غينيا الجديدة، يشار إلى الشخصية القانونية للدولة باسم "التاج في حق بابوا غينيا الجديدة".

#### عنوان
بعد الاستقلال في عام 1975، منح الدستور إليزابيث الثانية أسلوبًا وألقابًا منفصلة في دورها كرئيسة لدولة بابوا غينيا الجديدة. بموجب المادة 85 من الدستور، كانت الألقاب والصفات الملكية للملكة فيما يتعلق ببابوا غينيا الجديدة هي: إليزابيث الثانية، ملكة بابوا غينيا الجديدة وممالكها وأقاليمها الأخرى، رئيسة الكومنولث.
منذ تولي تشارلز الثالث العرش، أصبح لقب الملك هو: تشارلز الثالث، ملك بابوا غينيا الجديدة وممالكه وأقاليمه الأخرى، رئيس الكومنولث .
ينقل هذا الأسلوب وضع بابوا غينيا الجديدة كملكية مستقلة، ويسلط الضوء على دور الملك على وجه التحديد كرئيس لدولة بابوا غينيا الجديدة، فضلاً عن الجانب المشترك للتاج في جميع الممالك، من خلال ذكر بابوا غينيا الجديدة بشكل منفصل عن ممالك الكومنولث الأخرى. وعادة ما يطلق على الملك لقب "ملك بابوا غينيا الجديدة" ويتم مخاطبته بهذا اللقب عندما يكون في بابوا غينيا الجديدة، أو أثناء أداء واجبات نيابة عن البلاد في الخارج.
في اللغة العامية، كان يُشار إلى الملكة إليزابيث الثانية باسم ميسيس كوين (السيدة الملكة)، وماما كوين ، وسينا بادا ، وبيج موم ، وماما تنتمي إلى عائلة كبيرة في لغة الكريول توك بيسين.

#### قسم الولاء
يعتبر تجسيدًا للدولة، فإن الملك هو موضع قسم الولاء. يتم ذلك ردًا على قسم التتويج الذي يتعهد فيه الملك بحكم شعوب ممالكهم "وفقًا لقوانينهم وعاداتهم الخاصة".
قسم الولاء في بابوا غينيا الجديدة هو:  "أنا (الاسم) أقسم بأنني سأخدم جلالة الملك تشارلز الثالث وورثته وخلفائه وفقًا للقانون وأقدم الولاء الحقيقي له بكل إخلاص. فليعينني الله على ذلك."

#### خلافة
وينص الدستور على أن ورثة الملك يخلفونه في رئاسة الدولة. مثل بعض الممالك الأخرى، تخضع بابوا غينيا الجديدة لقانون المملكة المتحدة لتحديد خط الخلافة.
تتم الخلافة عن طريق البكورية المطلقة التي تحكمها أحكام قانون خلافة التاج لعام 2013، بالإضافة إلى قانون التسوية لعام 1701، ووثيقة الحقوق لعام 1689. يقتصر هذا التشريع على الخلافة على الأبناء الطبيعيين (غير المتبنين ) الشرعيين لصوفيا، ناخبة هانوفر ، وينص على أن الملك لا يمكن أن يكون كاثوليكيًا رومانيًا، ويجب أن يكون على اتصال بكنيسة إنجلترا عند اعتلائه العرش. على الرغم من أن هذه القوانين الدستورية، كما تنطبق على بابوا غينيا الجديدة، لا تزال تقع ضمن سيطرة البرلمان البريطاني ، فإن كل من المملكة المتحدة وبابوا غينيا الجديدة لا يمكنهما تغيير قواعد الخلافة دون موافقة إجماعية من الممالك الأخرى، ما لم يتم ترك علاقة الملكية المشتركة صراحةً؛ وهو الوضع الذي ينطبق بشكل متطابق في جميع الممالك الأخرى، والذي تم تشبيهه بمعاهدة بين هذه البلدان.
عند وفاة الملك أو تنازله عن العرش، من المعتاد أن يتم الإعلان علنًا عن تولي الملك الجديد العرش من قبل الحاكم العام في العاصمة بورت مورسبي، بعد تولي الملك العرش. وبغض النظر عن أي إعلانات، فإن وريث الملك الراحل يخلفه على الفور وبشكل تلقائي، دون الحاجة إلى تأكيد أو مراسم أخرى. وتلي ذلك أيضًا فترة مناسبة من الحداد، حيث يتم تنكيس الأعلام في جميع أنحاء البلاد تكريمًا للملك الراحل. ومن المرجح أن يكون يوم الجنازة عطلة رسمية.
وفي ضوء تولي الملك تشارلز الثالث العرش في عام 2022، قال رئيس الوزراء جيمس مارابي إن البرلمان سيجري تعديلات على دستور بابوا غينيا الجديدة لاستبدال جميع الإشارات الدستورية إلى "الملكة" بـ "الملك".

## الدور الدستوري
دستور بابوا غينيا الجديدة هو وثيقة واحدة مدونة، وهي وثيقة محلية ومستقرة . ويستند الدستور، بدوره، إلى العديد من القوانين العضوية ، والاتفاقيات ، والقانون العام والعرفي الأساسي. يمنح هذا الهيكل القانوني بالكامل بابوا غينيا الجديدة نظامًا برلمانيًا للحكومة في ظل ملكية دستورية، حيث يكون دور الملك والحاكم العام قانونيًا وعمليًا، ولكن ليس سياسيًا.
على عكس معظم دول الكومنولث الأخرى، فإن السيادة منصوص عليها في الدستور في مواطني بابوا غينيا الجديدة، وتنص مقدمة الدستور على أن "كل السلطة تنتمي إلى الشعب - من خلال ممثليه المنتخبين بشكل قانوني".  وفقًا للمادة 82 من الدستور، "طلب شعب بابوا غينيا الجديدة، من خلال جمعيته التأسيسية، من الملك أن يصبح [ملكًا] ورئيسًا لدولة بابوا غينيا الجديدة" وبالتالي يتصرف بهذه الصفة. وعلى هذا النحو، فإن مفهوم رئيس الدولة باعتباره "الحاكم" ضمن السياق التقليدي لنظام وستمنستر لا ينطبق على بابوا غينيا الجديدة. باعتباره رئيسًا للدولة، يقع الملك على قمة النظام الدستوري للأسبقية.
تقع عدد من السلطات والواجبات والوظائف الدستورية على عاتق الملك باعتباره رئيس الدولة.  لكن في الممارسة العملية، فإن معظم المسؤوليات التي تخص رئيس الدولة ينفذها بشكل يومي الحاكم العام، الذي يتصرف باسم الملك. يتم تعيين الحاكم العام من قبل الملك بناءً على ترشيح أغلبية بسيطة من البرلمان الوطني؛ وعند التعيين، يخدم الحاكم العام لمدة ست سنوات.  وعلى الرغم من ذلك، لا يزال هناك عدد قليل من المسؤوليات التي يقوم بها الملك حصريًا، مثل تعيين الحاكم العام والموافقة على منح الأوسمة الرسمية.

#### تنفيذي
إن دور الملك، وبالتالي دور نائب الملك، هو دور رمزي وثقافي في المقام الأول، حيث يعمل كرمز للسلطة القانونية التي تعمل في ظلها جميع الحكومات والوكالات. وعلى هذا النحو، يتعين على مجلس الوزراء أن يقرر كيفية استخدام الامتياز الملكي، وقيادة قوة دفاع بابوا غينيا الجديدة ، واستدعاء البرلمان وتأجيله ، والدعوة إلى إجراء انتخابات . ومع ذلك، يتمتع كل من رئيس الدولة والحاكم العام "بحق التشاور، وحق التشجيع، وحق تحذير" الوزراء في أي جانب من جوانب أعمال الدولة.  بالإضافة إلى ذلك، يجيز الدستور لرئيس الدولة استخدام الصلاحيات الاحتياطية للتاج من جانب واحد فيما يتعلق بإقالة رئيس الوزراء، ورفض حل البرلمان، وإقالة القاضي في حالات الأزمة الدستورية الاستثنائية.

#### منظمة حكومية
للحفاظ على استقرار حكومة بابوا غينيا الجديدة، يعين الحاكم العام زعيم الحزب السياسي الذي يحظى بدعم الأغلبية في البرلمان بعد الانتخابات العامة كرئيس للوزراء. ونظراً لحقيقة أن المشهد السياسي في بابوا غينيا الجديدة منقسم إلى حد كبير بسبب وجود أحزاب سياسية متعددة ومتغيرة، فإن المحافظين العامين يشاركون بشكل نشط في عملية تحديد عضو في البرلمان يمكنه أن يحظى بثقة أقرانه. كما يقوم الحاكم العام بتعيين الوزراء الآخرين وتوزيع حقائبهم وعزلهم بناءً على توجيهات رئيس الوزراء. ويظل الملك على اطلاع دائم من خلال نائبه بشأن قبول استقالة رئيس الوزراء وأداء رئيس وزراء جديد وأعضاء آخرين في الوزارة، ويظل على اطلاع كامل بالمستجدات من خلال اتصالات منتظمة من وزرائه في بابوا غينيا الجديدة. وعلى نحو مماثل، يتم تعيين أعضاء الهيئات التنفيذية المختلفة وغيرهم من المسؤولين من قبل الحاكم العام باسم رئيس الدولة.

#### الشؤون الخارجية
ويمتد الامتياز الملكي أيضًا إلى الشؤون الخارجية: إذ يصادق الحاكم العام على المعاهدات والتحالفات والاتفاقيات الدولية. كما هو الحال مع الاستخدامات الأخرى للامتياز الملكي، لا يشترط الحصول على موافقة برلمانية. ومع ذلك، لا يمكن للمعاهدة أن تغير القوانين المحلية لبابوا غينيا الجديدة؛ وفي مثل هذه الحالات يكون صدور قانون من البرلمان ضروريا. كما يقوم الحاكم العام، نيابة عن الملك، باعتماد المفوضين الساميين والسفراء لبابوا غينيا الجديدة ويستقبل الدبلوماسيين من الدول الأجنبية. بالإضافة إلى ذلك، فإن إصدار جوازات السفر يقع ضمن الاختصاص الملكي، وبالتالي فإن جميع جوازات السفر في بابوا غينيا الجديدة تصدر عن الحاكم العام باسم رئيس الدولة.

#### البرلمان
ونظرًا لأن السيادة تقع على عاتق المواطنين وليس رئيس الدولة، فإن بابوا غينيا الجديدة فريدة من نوعها بين دول الكومنولث في أن السلطة التشريعية تقع حصريًا على عاتق البرلمان الوطني وليس التاج. ومع ذلك، لا يجتمع البرلمان إلا تحت سلطة رئيس الدولة. ولهذا السبب، يتم تمثيل التاج في البرلمان من خلال صولجان احتفالي يحمل تاجًا في قمته.
يقوم نائب الملك باستدعاء البرلمان وتأجيله وحله نيابة عن رئيس الدولة. في حالة الحل، عادة ما يتم إسقاط أوامر إجراء الانتخابات العامة من قبل الحاكم العام في دار الحكومة، بورت مورسبي. يتولى الحاكم العام رئاسة افتتاح دورة برلمانية جديدة، حيث يقرأ خلالها خطابًا في البرلمان ، يحدد فيه جدول أعمال الحكومة التشريعي. وبشكل عام، تمارس سلطات الحاكم العام بناءً على النصيحة الملزمة من رئيس الوزراء، باستثناء الحالات التي يتصرف فيها الحاكم العام ضد النصيحة الوزارية من أجل منع الأزمات الدستورية.
وعلى النقيض من الحال في دول الكومنولث الأخرى، لا تتمتع الموافقة الملكية بأي أساس دستوري في سن التشريعات في بابوا غينيا الجديدة. وبدلاً من ذلك، تصبح مشاريع القوانين بمثابة قوانين برلمانية عندما يتم التصديق عليها بموجب الختم الوطني من قبل رئيس البرلمان. ومع ذلك، قد ينص قانون برلماني على أن يقوم رئيس الدولة، بناءً على مشورة المجلس التنفيذي الوطني، بإعادة إحالة قانون برلماني إلى البرلمان للنظر في التعديلات.

#### المحاكم
يتم تعيين رئيس قضاة المحكمة العليا في بابوا غينيا الجديدة من قبل الحاكم العام نيابة عن رئيس الدولة. يمكن لملك بابوا غينيا الجديدة أيضًا، بناءً على نصيحة المجلس التنفيذي الوطني، منح الحصانة من الملاحقة القضائية، وممارسة الامتياز الملكي للرحمة ، والعفو عن الجرائم ضد التاج، إما قبل أو أثناء أو بعد المحاكمة. ويرد وصف ممارسة "قوة الرحمة" لمنح العفو وتبديل أحكام السجن في المادة 151 من الدستور.

## الدور الثقافي

#### التاج والشرف
في ممالك الكومنولث، يُعتبر الملك مصدر الشرف. وعلى نحو مماثل، يمنح الملك، بصفته حاكماً لبابوا غينيا الجديدة، الجوائز والأوسمة في بابوا غينيا الجديدة باسمه. يتم منح معظم هذه الأوسمة في كثير من الأحيان بناءً على نصيحة "وزراء جلالة الملك في بابوا غينيا الجديدة".
تم إنشاء نظام الأوسمة والجوائز الوطنية لبابوا غينيا الجديدة، المعروف باسم "أوسمة بابوا غينيا الجديدة"، رسميًا في 23 أغسطس 2005 بأمر من ملكة بابوا غينيا الجديدة، إليزابيث الثانية. الملك هو الحاكم ورئيس فرسان بابوا غينيا الجديدة. نائبه الملكي الممثل، الحاكم العام، هو مستشار وسام بابوا غينيا الجديدة والرفيق الأعظم الرئيسي لوسام لوجوهو.

#### التاج وقوات الدفاع
يقع التاج على قمة قوة دفاع بابوا غينيا الجديدة. ينعكس ذلك في السفن البحرية لبابوا غينيا الجديدة، والتي تحمل البادئة HMPNGS ، أي سفينة جلالة الملك في بابوا غينيا الجديدة. يظهر تاج القديس إدوارد على شارة رتبة قوة دفاع بابوا غينيا الجديدة، مما يوضح النظام الملكي كمكان للسلطة.
غالبًا ما شارك أعضاء قوة الدفاع ومثلوا بابوا غينيا الجديدة في العديد من المناسبات الملكية، بما في ذلك اليوبيل البلاتيني للملكة إليزابيث الثانية، وتتويج الملك تشارلز الثالث.
ويعمل أفراد العائلة المالكة أيضًا كقادة رئيسيين لمختلف الأفواج، وهو ما يعكس علاقة التاج بقوات الدفاع من خلال المشاركة في الاحتفالات العسكرية في الداخل والخارج. تشارلز الثالث هو العقيد الأعلى لفوج جزر المحيط الهادئ الملكي في بابوا غينيا الجديدة (الذي منحته الملكة إليزابيث الثانية بادئة "ملكي" في عام 1984).  في عام 2012، قدم تشارلز، مرتديًا الزي الأخضر الغابي للفوج، للقوات ألوانًا جديدة في ملعب السير جون جيز في بورت مورسبي.
قوة الشرطة الوطنية لبابوا غينيا الجديدة تُعرف باسم " شرطة بابوا غينيا الجديدة الملكية ". كانت تُعرف سابقًا باسم شرطة بابوا وغينيا الجديدة الملكية، وقد نشأت هذه القوة بعد دمج شرطة بابوا الملكية (التي منحها الملك جورج السادس بادئة "ملكية" في عام 1939) وقوة شرطة غينيا الجديدة في عام 1942. في 2 يونيو 1953، مثل 25 عضوًا من الشرطة إقليم بابوا وغينيا الجديدة في تتويج الملكة إليزابيث الثانية.
يقع التاج على قمة شرطة بابوا غينيا الجديدة الملكية. الحاكم العام هو قائد القوة. يظهر تاج القديس إدوارد على شارات وشعارات رتب الشرطة، مما يوضح أن النظام الملكي هو مركز السلطة.

#### التاج والتوك بيسين
في لغة الكريول توك بيسين ، كان يُشار إلى الملكة إليزابيث الثانية باسم ميسيس كوين ، وماما كوين ، وسينا بادا ، وبيج موم ، وتنتمي ماما إلى العائلة الكبيرة. كان زوج الملكة، الأمير فيليب، دوق إدنبرة، يُخاطب باسم أولدفيلا بيلي بيلي هيم بيلونج ميسيس كوين .  بصفته وريثًا للعرش، كان الأمير تشارلز آنذاك (لاحقًا الملك تشارلز الثالث) معروفًا في توك بيسين باسم نامباوان بيكينيني بيلونج ميسيس كوين ("الطفل الأول للسيدة الملكة").
غالبًا ما يتحدث أفراد الأسرة الملكية بلغة التوك بيسين عند زيارتهم لبابوا غينيا الجديدة. وفي أكتوبر عام 1982، ألقت الملكة خطابًا شهيرًا بعنوان "آمل أن أعود" باللغة التوك بيسين، وشاهده الآلاف تحت سماء ماطرة. قالت فيه: "أنا سعيدة جدًا لوجودي معكم الآن، وأعتقد أنني سأعود لرؤيتكم في المستقبل. استخدم الأمير تشارلز هذه اللغة في خطاباته أمام البرلمان الوطني في عامي 1975 و1984.
في أغسطس 1984، زار تشارلز أمير ويلز جزيرة مانوس في شمال البلاد، وتم تتويجه في حفل فخم باعتباره العاشر من ولاة مانوس. تم تنظيم وليمة لهذه المناسبة وتمت دعوة جميع الزعماء المحليين. قبل تشارلز - الذي كان يرتدي قلادات من أسنان الكلاب - اللقب قائلاً:"شكرًا لكم جميعًا رجال ونساء مانوس. أنا حقًا ممتلئ بالسعادة".
في عام 2012، خلال جولة للاحتفال باليوبيل الماسي للملكة، قدم تشارلز أمير ويلز نفسه مرة أخرى بلغة توك بيسين باسم ("الطفل الأول للسيدة الملكة") في خطاب ألقاه أمام الحشود. وردًا على الهتافات الضخمة، نقل باللغة التوك بيسين تحيات ملكة بابوا غينيا الجديدة وجميع أفراد العائلة المالكة.

#### الرموز الملكية
الرموز الملكية هي العلامات البصرية للملكية في بابوا غينيا الجديدة. الرمز الرئيسي للملكية هو الملك نفسه، وبالتالي يتم استخدام صورته للإشارة إلى سيادة بابوا غينيا الجديدة. ولذلك، يتم عرض صوره المؤطرة في المباني العامة والمكاتب الحكومية. على سبيل المثال، تظهر صورة الملكة إليزابيث الثانية على العديد من الميداليات والطوابع البريدية. ويوجد أيضًا تمثال نصفي للملكة إليزابيث الثانية في أراضي دار الحكومة في بورت مورسبي. كما يتم تصوير التاج كرمز ملكي على العديد من الميداليات والجوائز، مما يعكس مكانة الملك باعتباره مصدر الشرف - الرئيس الرسمي لنظام الشرف في بابوا غينيا الجديدة.
يعد عيد ميلاد الملك الرسمي عطلة رسمية في بابوا غينيا الجديدة. في بابوا غينيا الجديدة، يتم الاحتفال به عادة في شهر يونيو من كل عام. وتقام الاحتفالات الرسمية في الفنادق في بورت مورسبي، ويمتلئ الجزء الأكبر من اليوم بالمباريات الرياضية وعروض الألعاب النارية والاحتفالات والأحداث الأخرى. يتم منح الأوسمة والميداليات للخدمة العامة لمواطني بابوا غينيا الجديدة، الذين ورد ذكرهم في قائمة تكريمات عيد ميلاد الملك.
أنشأ رسامو بابوا غينيا الجديدة العديد من التصويرات التعبيرية وغير الرسمية للملك. ومن بين هذه الصور صورة السيدة كوين ، التي رسمها الفنان ماثياس كاواج ، وأهديت إلى الملكة في عام 1996، نيابة عن شعب بابوا غينيا الجديدة. تظهر الملكة في اللوحة وهي ترتدي جيروا ، وهو غطاء رأس احتفالي مهم يرتديه تقليديًا الزعماء في مرتفعات بابوا غينيا الجديدة. يصنع الجيروا عادة من الخشب المنحوت ثم يتم طلائه بألوان زاهية تشبه ريش طيور الجنة وأنواع الطيور الأخرى. وفقًا للفنان، فإن الصورة تمثل الملكة في دورها كرئيسة للكومنولث.
احتفالاً باليوبيل الذهبي للملكة إليزابيث الثانية في عام 2002، أقيم معرض للفنون الجميلة بعنوان 20 صورة وأعمال أخرى في بابوا غينيا الجديدة في يونيو/حزيران 2002. وطلب من الفنانين عرض صورة للملكة، مصممة خصيصًا للمعرض. تم تقديم الصورة الفائزة التي رسمها الرسام لابين جون كهدية إلى الملكة من قبل جان كيكيدو، المفوض السامي لبابوا غينيا الجديدة لدى المملكة المتحدة، في 16 يوليو 2002. أما الصورة الفائزة بالمركز الثاني — في أرض غير المتوقعة- والتي رسمها جيفري فيجر — فتصور الملكة مرتدية الزي التقليدي لبابوا غينيا الجديدة. تم إرسال اللوحة إلى المفوضية العليا لبابوا غينيا الجديدة في لندن، حيث يتم عرضها بشكل دائم.

#### الزيارات الملكية
قام الأمير فيليب، دوق إدنبرة، بزيارة المملكة المتحدة خلال جولة موسعة في الكومنولث استمرت من أكتوبر 1956 حتى فبراير 1957. قام الأمير إدوارد وكاثرين، دوق ودوقة كنت، بزيارة بورت مورسبي في عام 1969 لافتتاح دورة الألعاب الثالثة لجنوب المحيط الهادئ.
زارت الملكة إليزابيث الثانية بابوا غينيا الجديدة لأول مرة، برفقة الأمير فيليب والأميرة آن، في فبراير 1974. قاموا بجولة في رابول وجوروكا. أشارت افتتاحية صحيفة بوست كورير في 27 فبراير 1974 إلى ما يلي:
"إن القرابة بين العائلة المالكة البريطانية وبابوا غينيا الجديدة اليوم أقرب إلى نكهة الطوابير الطويلة أمام صناديق الدفع في المتاجر الكبرى وليس نكهة العلاقة بين الملك والرعية. ولا شك أن الطريقة التي نجحت بها الملكة في ربط العائلة المالكة بالشعب دون أي من أوجه القصور لابد وأن تكون الإنجاز الذي سيظل الناس يتذكرونها به على أفضل نحو."
عادت الملكة في عام 1977 خلال جولتها بمناسبة اليوبيل الفضي، حيث قامت بجولة في العاصمة بورت مورسبي، وبوبونديتا، وألو تاو. وفي إحدى المأدبات، قالت الملكة إنها عندما قبلت منصب رئيس الدولة، كانت تأمل أن تتمكن التاج من لعب دور في المساعدة على إرساء الوحدة والحفاظ عليها. زارت الملكة والدوق مرة أخرى في أكتوبر 1982.
قام تشارلز، أمير ويلز ، بجولة في عام 1966، عندما كان طالباً في أستراليا. في احتفالات الاستقلال في عام 1975، كانت ملكة بابوا غينيا الجديدة ممثلة بالأمير ويلز. زار تشارلز مرة أخرى في عام 1984 لافتتاح مبنى البرلمان الجديد في بورت مورسبي. قام الأمير أندرو دوق يورك بزيارة البلاد في عام 1991 لافتتاح دورة الألعاب التاسعة لجنوب المحيط الهادئ. زارت الأميرة آن البلاد في عام 2005 بمناسبة الاحتفالات بالذكرى الثلاثين للاستقلال. ومن بين الأماكن الأخرى، زارت الأميرة مقبرة بومانا للحرب، ومركز أنجليكير لمكافحة الإيدز في وايجاني، ومنازل تشيشاير في هوهولا، ومركز مناهضة العنف ضد المرأة.
قام أمير ويلز بزيارة في عام 2012 في جولة بمناسبة اليوبيل الماسي للملكة. خلال فترة وجودهما في البلاد، التقى الأمير والدوقة بمتطوعي الكنيسة والجمعيات الخيرية والمجتمع المحلي والمجموعات الثقافية وأعضاء قوة دفاع بابوا غينيا الجديدة في بورت مورسبي وقربها. قام الأمير أندرو، دوق يورك، بزيارة البلاد في عام 2015 لافتتاح دورة الألعاب الخامسة عشرة للمحيط الهادئ نيابة عن الملكة، كما زار مقبرة الحرب في بورت مورسبي (بومانا).
زارت الأميرة الملكية البلاد في أبريل 2022 للاحتفال باليوبيل البلاتيني للملكة. قامت الأميرة وزوجها نائب الأدميرال السير تيموثي لورانس بالعديد من المهام، بما في ذلك زيارة مدرسة داخلية كاثوليكية، ومؤسسة إسعاف سانت جون في بابوا غينيا الجديدة ، ومقبرة بومانا الحربية، ومتحف بابوا غينيا الجديدة الوطني ومعرض الفنون ، ومستشفى بورت مورسبي العام ، وفابوكوري، وهانوبادا.

## آراء حول النظام الملكي
قال بيتر أونيل، رئيس وزراء بابوا غينيا الجديدة، 2012: "أعتقد أن النظام الملكي لا يزال ذا أهمية وحيوية اليوم كما كان في أي وقت مضى. تساهم جلالتها في استقرارنا وتناغمنا بعدة طرق. وأؤكد ولائنا لجلالتها باعتبارها رئيسة دولتنا".
يوجد بين سكان بابوا غينيا الجديدة تاريخ من الإعجاب بالعائلة المالكة. في عام 2022، عام اليوبيل البلاتيني للملكة إليزابيث الثانية، قال الحاكم العام السير بوب داداي إن شعب بابوا غينيا الجديدة "يشرفه ويفخر" أن تكون الملكة رئيسة لدولته. خلال زيارتها بمناسبة اليوبيل في عام 2022، شكرت الأميرة الملكية شعب بابوا غينيا الجديدة على "ولائهم واحترامهم لجلالتها الذي أظهرتموه طوال فترة حكمها".
في عام 1983، أوصى التقرير النهائي للجنة الدستورية العامة باستبدال النظام الملكي برئاسة فخرية تحت رئاسة الدولة الأصلية. تم إنشاء اللجنة في عام 1978 من قبل حكومة رئيس الوزراء مايكل سوماري للتحقيق في عمل الدستور الوطني والتوصية بالتعديلات. حظي اعتماد النظام الجمهوري بدعم واسع النطاق في مناقشة برلمانية في سبتمبر 1983، حيث تحدث سوماري، ونائبه باياس وينجتي، وزعيم المعارضة إيامباكي أوكوك، ونائب زعيم المعارضة جون موميس لصالح النظام. وقد وافق البرلمان الوطني على تقرير اللجنة في عام 1987، ولكن الحكومة في نهاية المطاف أبدت القليل من الاهتمام بتوصياتها ولم تتخذ أي خطوات نحو الجمهورية.
قال جاستن تكاتشينكو ، وزير الأحداث الوطنية، في عام 2022، إن البلاد لن تتحول إلى جمهورية، وأن بابوا غينيا الجديدة تحتضن نظامها الملكي و"تجعله أكبر وأفضل مما كان عليه من قبل". وفي أعقاب وفاة الملكة في سبتمبر/أيلول 2022، قال رئيس الوزراء جيمس مارابي إن علاقة بابوا غينيا الجديدة بالنظام الملكي "مهمة للغاية"، وإن إدارته لن تتبع مسار الجمهورية. وأشار إلى أن بابوا غينيا الجديدة "تعلمت احتضان الملكية" بسبب "نظرة إليزابيث الثانية إلى المملكة وحياتها الطويلة".
أظهر استطلاع للرأي أجري عام 2023 أن 45% من الناس يؤيدون أن تصبح بابوا غينيا الجديدة جمهورية بينما يفضل 51% الاحتفاظ بالنظام الملكي. في مايو/أيار 2023، قال مارابي، ردًا على المنتقدين الذين يفكرون في إلغاء النظام الملكي، "إن سكان بابوا غينيا الجديدة هم شعب معتاد جدًا على التقاليد والاحتفالات والأنظمة الهرمية"، وأن النظام الملكي "يذكرنا بأنظمة الزعامة التقليدية الخاصة بنا والتي جلبت النظام والتوازن والاستقرار لمجتمعاتنا". وأضاف أن استمرار ولاء البلاد للتاج "يرتبط أيضًا بتاريخنا المشترك ودور بريطانيا في تنميتنا كدولة".

## قائمة ملوك بابوا غينيا الجديدة
| | إليزابيث الثانية (1926–2022) | 16 سبتمبر 1975 | 8 سبتمبر 2022 | إليزابيث ألكسندرا ماري | فيليب ماونتباتن | وندسور |
| الحكام العامون: السير جون جيز ، السير توري لوكولوكو ، السير كينجسفورد ديبيلا ، السير إجناتيوس كيلاج ، السير فينسنت سيري إيري ، السير ويوا كوروي ، السير سيلاس أتوبار ، السير باولياس ماتان ، السير مايكل أوجيو ، السير بوب داداي رؤساء الوزراء: مايكل سوماري ، جوليوس تشان ، باياس وينجتي ، رابي ناماليو ، بيل سكيت ، ميكيري موراوتا ، بيتر أونيل ، جيمس مارابي | إليزابيث الثانية (1926–2022) |                |               |                        |                 |        |
| | تشارلز الثالث (مواليد 1948)  | 8 سبتمبر 2022  | حاضر          | تشارلز فيليب آرثر جورج | كاميلا شاند     | وندسور |
| الحكام العامون: السير بوب داداي رؤساء الوزراء: جيمس مارابي | تشارلز الثالث (مواليد 1948)  |                |               |                        |                 |        |